# 永和 (後秦)
永和（えいわ）は、五胡十六国時代、後秦の君主姚泓の治世で使用された元号。416年2月 - 417年8月。

## 西暦・干支との対照表
| 永和 | 元年  | 2年   |
| 西暦 | 416年 | 417年 |
| 干支 | 丙辰  | 丁巳  |